# ساسانا
ساسانا یا شاسانا یا سسنا (سانسکریت: शासन؛ پالی: sāsana؛ برمه ای: သာသနာ) را می‌توان به عنوان مجموعهٔ آموزش‌ها، تمرینات، نظم، و دیگر آموزه‌های متفرقه و جانبی یا به‌طور کلی " آموزش بودا " ترجمه کرد. از آنجایی که در آیین بودیسم هیچ موجود الهی وجود ندارد، در نتیجه در بوداگرایی، "ساسانا" توصیفی دقیق تر از "دین" تلقی می‌شود؛ زیرا از دلالت یک دعوت غیرقابل تغییر الهی از سوی خدای دانا، اجتناب می‌کند.